# Programa decorativo de Affonso Taunay para o Museu Paulista
O programa decorativo de Affonso Taunay para o Museu Paulista da Universidade de São Paulo (USP), mais conhecido como Museu do Ipiranga, foi uma remodelação do acervo da instituição com o objetivo de dar foco à história nacional. O projeto também foi responsável por incluir o Estado de São Paulo como um participante ativo das principais etapas históricas que levaram a Independência do Brasil. Exaltando a memória paulista e nacional através da linguagem visual e utilizando diversos elementos de decoração para criar uma narrativa dos eventos aos visitantes, Taunay implementou o programa em duas fases, durante sua gestão, entre os anos de 1917 e 1945.

## Affonso Taunay e o movimento Bandeirante

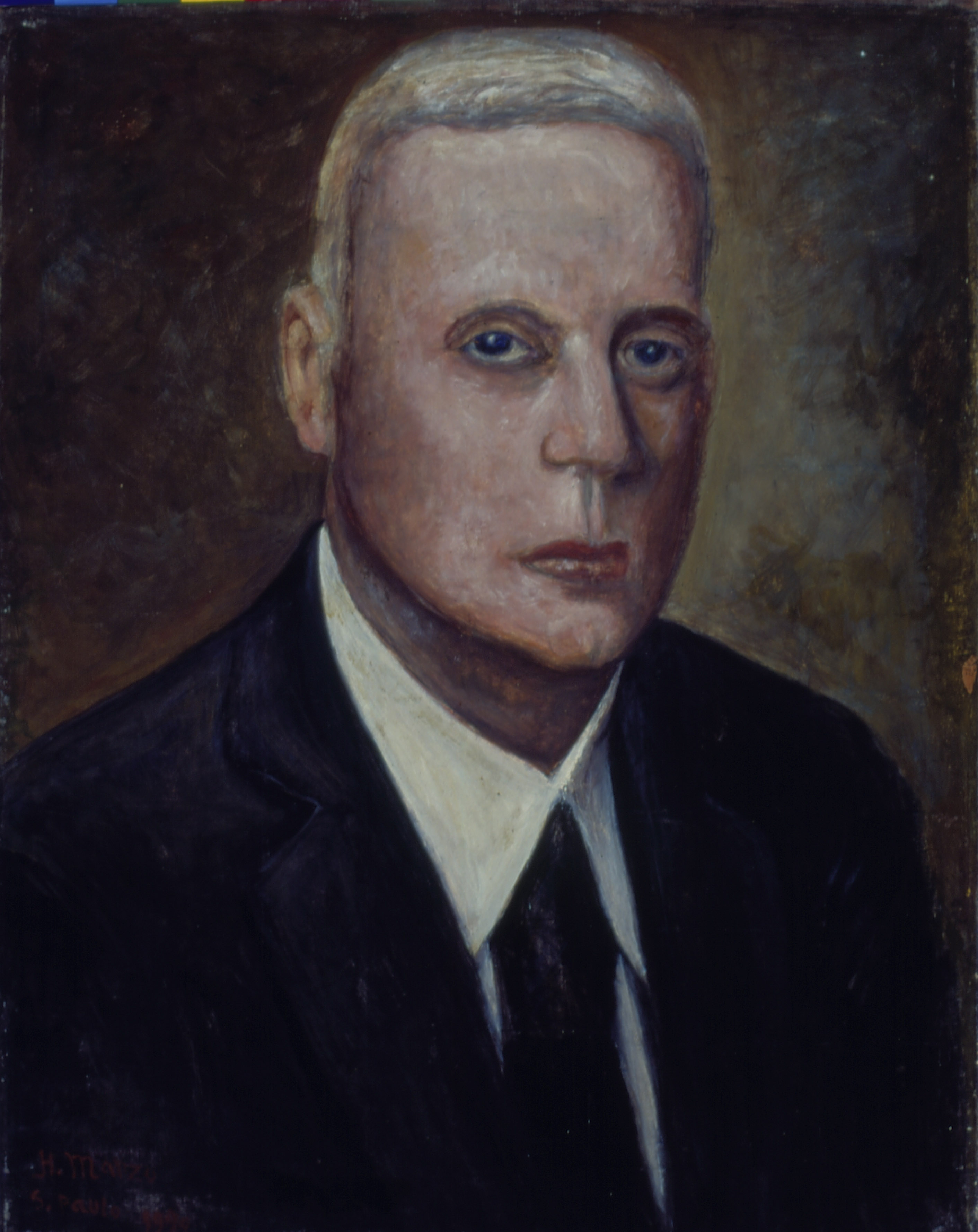
Retrato do Dr. Affonso D'escragnolle Taunay, por Henrique Manzo

Afonso d'Escragnolle Taunay (Nossa Senhora do Desterro, 11 de julho de 1876 — São Paulo, 20 de março de 1958) foi o segundo diretor a assumir a administração do Museu Paulista em 1917 e exerceu a função até a aposentadoria compulsória, em 1945, aos setenta anos de idade. Apesar de ter formação universitária em engenharia civil pela Escola Politécnica do Rio de Janeiro, sempre se dedicou à estudar História do Brasil e foi consagrado mestre do período colonial brasileiro e do bandeirismo paulista. Escreveu obras relevantes para os estudos historiográficos nacionais, incluindo o livro História das Bandeiras Paulistas, publicado em 1924.
Além de diretor do Museu, ele também atuou no Instituto Histórico e Geográfico Brasileiro, no Instituto Histórico e Geográfico de São Paulo, na Academia Paulista de Letras e na Academia Portuguesa de História. Foi correspondente de institutos históricos estaduais e responsável pela organização da biblioteca e do arquivo do Ministério das Relações Exteriores, em 1930. Entre os anos de 1934 a 1937, Taunay lecionou na Faculdade de Filosofia, Letras e Ciências Humanas (FFLCH), da USP.

## O programa decorativo para o Museu Paulista
Assim que Taunay assumiu o cargo como diretor, uma de suas responsabilidades imediatas foi preparar o Museu Paulista para celebração do Centenário da Independência, que aconteceria no ano de 1922. Ele pretendia finalizar o projeto a tempo de apresentá-lo ao público nas comemorações e, para tal, implementou um primeiro programa visual que, mais tarde, foi remodelado a fim de se adequar ao objetivo de criar uma narrativa histórica.

### Primeira fase do programa decorativo de Affonso Taunay (1917-1922)
Segundo o próprio Taunay escreveu em relatório, até aquele momento "quase nada havia que lembrasse a tradição brasileira e paulista" no museu. Assim, seu primeiro passo no programa decorativo foi adequar os espaços em que as obras seriam expostas, resultando em um conjunto museográfico apto para a conservação dos objetos do acervo do museu. Essa área é composta por três ambientes principais: o saguão de entrada, as escadas de mármore e o salão nobre, cuja concepção e decoração básicas ainda estão mantidas até os dias de hoje. A decoração da escadaria ficou por conta de professores da Escola Nacional de Belas Artes, além dos artistas mais prestigiados da academia carioca. Já o salão nobre foi organizado por Domenico Failutti e Oscar Pereira da Silva.
O planejamento desses espaços acabou criando uma espécie de "percurso histórico" representado na decoração. Essa jornada tem início na colonização brasileira e termina na Proclamação da Independência, demarcando episódios e personagens que representam essa história de São Paulo e, principalmente, do Brasil. Exemplos disso são as estátuas de Fernão Dias e Raposo Tavares, dois bandeirantes, posicionados na entrada do saguão, enquanto no nicho acima da escadaria há uma estátua de D. Pedro I junto à outras seis estátuas de bandeirantes feitas de bronze. Resgatando a memória da Independência, a famosa tela de Pedro Américo, chamada Independência ou Morte, os retratos de Dona Leopoldina, José Bonifácio, da militar Maria Quitéria, de padre Feijó e dos políticos José Clemente Pereira e Joaquim Gonçalves Ledo estão no salão nobre. Ali também estão outras duas telas, que representam a expulsão das tropas portuguesas do Rio de Janeiro e a atuação de políticos brasileiros na corte de Lisboa.

Independência ou Morte, Pedro Américo (1888)

A disposição dos itens que compõem a decoração interna é uma tentativa de se comunicar com o público. A narrativa da história do Brasil através da linguagem visual foi a forma que Taunay encontrou de mostrar a todos os visitantes que aquelas personalidades existiram, que os eventos ali retratados aconteceram e, ainda mais, que eles delinearam a trajetória nacional. Outros itens que compõem a estética desses ambientes e representam o passado nacional são retratos, pinturas e esculturas feitas de materiais como bronze e mármore.
A outra etapa desse processo foi abrir salas específicas para expor registros históricos e que focassem, principalmente, no passado paulista. Nesses espaços, ele decidiu organizar uma exposição permanente de documentos do período colonial, além de mapas e cartas geográficas que remetiam às tradições de São Paulo e do Brasil. Para coletar todos esses registros e obter informações sobre a história da cidade, ele pediu ajuda à diversas bibliotecas e arquivos históricos, brasileiros e do exterior, tais como a Biblioteca Nacional do Rio de Janeiro, o Arquivo do Estado Maior das Forças Armadas, a Biblioteca Nacional de Lisboa e os Arquivos Geral das Índias, localizado na Espanha, que possuíam acervo. As obras que foram expostas nas "salas de iconografia paulista" foram encomendadas às artistas paulistas do Liceu de Artes e Oficios de São Paulo, como José Wasth Rodrigues, Benedito Calixto e, novamente, Oscar Pereira da Silva.
Durante este período, Taunay também fez diversas pesquisas para montar todas as salas de acordo com sua visão de historiador e criou uma “Grande Carta Geral das Bandeiras Paulistas”, que foi exposta na sala dedicada aos mapas que detalhavam a extensão do Estado de São Paulo. Nesse registro cartográfico, foram representados todos os rios pelos quais os bandeirantes percorreram para adentrar as áreas do interior, considerando São Paulo como epicentro do processo de exploração e reconhecimento do território brasileiro.
Até a década de 1920, o Museu Paulista era visto como uma instituição que tinha apenas funções pedagógicas, contendo coleções zoológicas e botânicas. Porém, a partir do projeto de Taunay e de todas as intervenções historiográficas e estéticas, o local passou a ser considerado um museu de história com um acervo que deu enfoque às tradições paulistas e nacionais. Esse tendência dos museus focados na história de um país e que justificassem a nação como uma unidade estava bastante latente na Europa, sobretudo porque também representava a ideologia política e a constituição de um passado nacional. Por conta disso, o programa decorativo teve apoio do governo, além de diversos políticos e empresários brasileiros.
Apesar de ter conseguido transformar a parte interna do Museu Paulista com seu plano, Taunay não conseguiu concluir a reforma para a comemoração centenária. Em 1922, ele escreveu uma carta ao secretário do Interior afirmando que o orçamento concedido para a renovação do acervo foi insuficiente e ainda havia muito a ser feito. No mesmo ano, porém, ele começou a acrescentar outros elementos à decoração do edifício — tirando foco do caráter celebrativo do evento e unificando os ornamentos sob uma ótica de evolução histórica. Considerada como uma segunda fase do projeto decorativo, esta etapa durou até o ano de 1937.

### Segunda fase do programa decorativo de Affonso Taunay (1922-1937)
Nesta etapa, Taunay guiou-se pela ideia de expansão influenciada pelo movimento Bandeirante para criar um elo entre o sentimento de pertencimento à pátria e o regionalismo dos paulistas. Dessa forma, ele retirou o modelo de panorama histórico que havia sido aplicado dentro das salas iconográficas e aplicou em todo o museu — transformando todo o edifício em uma narrativa sobre a construção da nação brasileira.

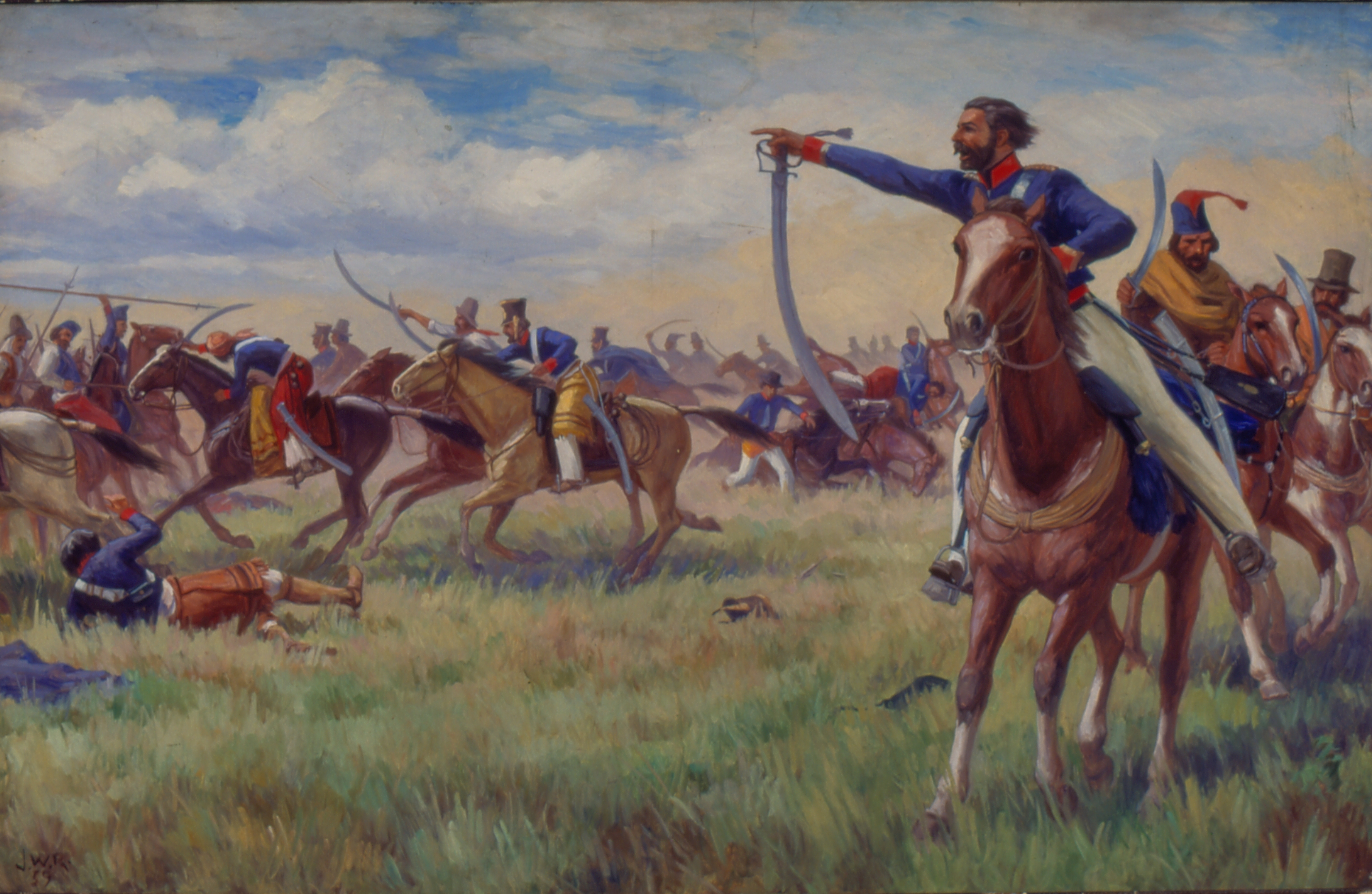
Batalha de Ituzaing, José Wasth Rodrigues (1939)

Entre as obras que passaram a fazer parte do acervo da instituição estão quatro painéis, de D. João III, do explorador João Ramalho, do milita Martim Afonso de Souza e do líder indígena Tibiriçá, também pintados por Wasth Rodrigues e que não haviam ficado prontos a tempo para a celebração da Independência. As imagens foram posicionadas no saguão de entrada para representar o ciclo do bandeirantismo e dar destaque ao papel da Capitania de São Vicente como unificadora do Brasil desde sua implementação por Dom João III, em 1534. Nas escadas também foram posicionadas dos retratos, uma de Tiradentes e outra do político Domingos José Martins para simbolizar dois acontecimentos históricos relevantes para a independência brasileira: a Inconfidência Mineira e a Revolução Pernambucana de 1817, respectivamente.
Os demais itens foram divididos em duas narrativas: nas salas foram distribuídas as obras que retratam os desdobramentos da história de São Paulo após a fundação da capitania hereditária no litoral e, na parte central, como esse evento e diversos outros foram os responsáveis pela construção da imagem do Brasil como um país e nação. Entre eles estão as ânforas de cristal que contém águas dos principais rios do Brasil e pedestais com a data que cada um dos estados se separaram da província de São Paulo junto às estátuas dos bandeirantes. Os painéis com figuras bandeirantes também ganharam legendas e deixaram de ser apenas uma homagem às personalidades para representar como aqueles homens foram "símbolos" para a economia do Brasil no período. A narrativa criada por Taunay termina no episódio da  Proclamação da Independência.
Manuscritos, bilhetes autografados, artigos de porcelanas e relógios que pertenceram à família imperial, um capacete em latão da Guarda de Honra do primeiro imperador e até mechas de cabelos das esposas de D. Pedro I e da princesa Isabel também foram expostos no salão nobre  como elementos de "alta importância evocativa" para compor o cenário dos acontecimentos de 1822. O objetivo de transformar o Museu Paulista em uma instituição histórica dedicada a manter, colecionar e deixar expostos esses objetos que reconstituem a história nacional da perspectiva paulista foi cumprido em 1937, pouco anos antes de Taunay deixar seu cargo como diretor, em 1945.

## Publicações do Museu Paulista
Publicada entre os anos de 1895 e 1938, a Revista do Museu Paulista era uma forma de registro e divulgação do acervo da instituição. Quando assumiu o cargo de diretor do museu, Affonso Taunay também se tornou responsável pela edição do periódico. A revista, que durante a administração anterior abordava temas como arqueologia, botânica, zoologia e paleontologia, teve seu plano editorial reformulado e voltado principalmente para assuntos ligados à antropologia e etnologia indígena. A partir de seu décimo volume, as matérias da revista passaram a focar no acervo do Museu e, também, na história brasileira.
Em 1922, Taunay também começa a publicar os Anais do Museu Paulista, uma revista acadêmica dedicada a guardar os registros historiográficos e levantar discussões sobre esses temas. Já no ano de 1937, ele publica o Guia da Secção Histórica do Museu Paulista, onde descreve minuciosamente o significado e simbolismo de cada elemento presente em seu programa decorativo. Em 1951, ele publicou dois volumes de uma versão atualizada sobre as História das Bandeiras Paulistas, na qual também há relatos detalhados de seu trabalho na decoração do edifício. Essas publicações foram responsáveis por difundir a compreensão sobre o projeto de reforma interna do Museu Paulista.